# Cyrtellia
× Cyrtellia, (abreviado Cyrtl) en el comercio, es un híbrido intergenérico entre los géneros de orquídeas Ansellia × Cyrtopodium. Fue publicado en Orchid Rev.  93(1102, cppo): 8 (1985).